# Stazione di Baar Neufeld
La stazione di Baar Neufeld è una stazione ferroviaria posta sulla linea della Ferrovia Thalwil–Arth-Goldau, a servizio del polo industriale Neufeld, nel comune di Baar. È gestita dalle Ferrovie Federali Svizzere.